# 本貝什蒂日烏
本貝什蒂日烏是羅馬尼亞的城鎮，位於該國西南部，距離首府特爾古日烏18公里，由戈爾日縣負責管轄，面積214.02平方公里，海拔高度333米，2009年人口10,452，大多數居民信奉東正教。